# Zapytanie ofertowe
Zapytanie ofertowe (z angielskiego RFP/RFI/RFQ) – zaproszenie dla dostawców do wzięcia udziału w procesie składania ofert dostarczenia konkretnego produktu lub usługi. Formą zapytania ofertowego może być również przetarg, aukcja statyczna oraz konkurs ofert.
Zapytanie ofertowe powinno zawierać m.in.:
- specyfikację przedmiotu oferty,
- specyfikację struktury oferty,
- kryteria pozwalające na obiektywne porównanie ofert:
  - cena,
  - doświadczenie firmy (mierzone liczbą projektów określonego typu, referencje od klientów),
  - doświadczenie członków zespołu,
  - kapitał firmy (informacje o jej finansach), itp.
- specyfikację dokumentacji, którą oferent musi dołączyć do oferty,
- wadium,
- datę,
- do kogo jest kierowane.

W przypadku ofert składanych na mocy ustawy Prawo zamówień publicznych zapytanie składane jest w formie Specyfikacji warunków zamówienia. Przepisy tej ustawy określają m.in.:
- sposób organizacji postępowania o udzielenie zamówienia,
- kryteria wyboru trybu postępowania,
- terminy, wadia,
- kryteria oceny ofert,
- protesty, odwołania, skargi.